# Sciaphila ledermannii
Sciaphila ledermannii là một loài thực vật có hoa trong họ Triuridaceae. Loài này được Engl. miêu tả khoa học đầu tiên năm 1909.